# Chiltern Hundreds
De Chiltern Hundreds is een administratieve regio in het zuidwesten van Buckinghamshire in Engeland. 
In de politiek van het Verenigd Koninkrijk is de functie Crown Steward and Bailiff of the Chiltern Hundreds van belang, omdat deze als sinecure wordt toegekend aan leden van het parlement die afstand willen doen van hun zetel. 
Volgens een parlementaire resolutie uit 1624 is het voor leden van het Britse Lagerhuis niet mogelijk om hun zetel zelf op te geven. De aanleiding hiervoor was dat veel parlementsleden hun functie met tegenzin bekleedden. Het is daarnaast niet toegestaan dat iemand die een zetel in het Lagerhuis bekleedt, tevens in dienst is van de Kroon (letterlijk: an office of profit under the Crown vervult).  Het is in de Britse politiek de gewoonte dat een parlementslid dat zijn zetel wil afstaan, bij de Chancellor of the Exchequer zo'n functie aanvraagt. Als die wordt toegekend, vervalt automatisch het lidmaatschap van het Lagerhuis.
In de loop der jaren zijn hiervoor diverse functies gebruikt. Tegenwoordig zijn dat alleen nog Crown Steward and Bailiff of the Chiltern Hundreds en Crown Steward and Bailiff of the Manor of Northstead.
Hoewel Crown Steward and Bailiff of the Chiltern Hundreds officieel een betaalde functie is, ontvangt de steward in de praktijk geen geld. Er hoeft voor het vervullen van het stewardschap ook geen enkele prestatie te worden geleverd. Er is ook geen vastgelegde ambtstermijn: zodra een parlementslid wordt aangesteld, neemt hij of zij de functie over van de vorige bekleder. Zo werden op 17 december 1985 niet minder dan acht leden van het Lagerhuis opeenvolgend en op dezelfde dag benoemd. Het ging om Noord-Ierse parlementsleden van Unionistische (protestantse) partijen die ontslag namen uit protest tegen het kort voordien afgesloten Anglo-Ierse akkoord. In totaal namen die dag vijftien leden van het Lagerhuis ontslag; de zeven anderen werden aangesteld tot de Manor of Northstead.
Sinds 12 juni 2023 is Boris Johnson (Conservative Party) de Crown Steward and Bailiff of the Chiltern Hundreds.

## Historisch
Het stewardschap van de Chiltern Hundreds had oorspronkelijk wel degelijk iets om het lijf. Al in de Angelsaksische tijd waren de Engelse shires onderverdeeld in hundreds: gebieden die plaats boden aan ongeveer honderd huishoudens. In de Chiltern Hills bevonden zich drie van die hundreds die alle bezit waren van de Kroon. De onherbergzame bossen en heuvels waren een beruchte uitwijkplaats voor rovers. De Crown Steward and Bailiff of the Chiltern Hundreds was aangesteld om wetteloosheid tegen te gaan. Naarmate het gebied verder werd ontgonnen nam de noodzaak van zo'n speciale ordehandhaver af en Crown Steward and Bailiff of the Chiltern Hundreds werd een ceremoniële functie.